# Thibault de Montalembert
Thibault de Montalembert (Laval, 10 de fevereiro de 1962) é um ator francês. Ele é talvez mais conhecido por seus papéis nas séries de televisão The Tunnel (2013–2018) e Dix pour cent (2015–2020).